# Hemigrammus megaceps
Hemigrammus megaceps är en fiskart som beskrevs av Fowler, 1945. Hemigrammus megaceps ingår i släktet Hemigrammus och familjen Characidae. Inga underarter finns listade i Catalogue of Life.